# F.C.C. Birch
Frederik Christian Carl Birch (21. august 1812 i Vindekilde, Odsherred – 16. november 1889 i København) var en dansk skolemand og pædagog.
Birch blev filologisk kandidat 1836, derefter adjunkt, overlærer og rektor (1849-71ved Horsens lærde Skole, 1871-82 ved Metropolitanskolen); 1868 titulær professor, 1879 æresdoktor i filosofien og 1882 etatsråd. 
Han var en fortrinlig lærer, der af sine disciple roses for fin dannelse og som den, der ikke over sproget og dets former glemte det levende indhold. 
Sine pædagogiske anskuelser har han udtalt i en afhandling i Metropolitanskolens program for 1848: "Om Sprogundervisningen i de lærde Skoler", og i forskellige betænkninger i A.C.P. Lindes Meddelelser fra de lærde Skoler.
Birch blev Ridder af Dannebrog 1862 og Dannebrogsmand 1874. Han er begravet på Assistens Kirkegård.